# Darah e Rostam
Darah e Rostam (auch Darah ye Rustam; Darahe Rostam; Dareh Rostam; persisch دره رستم; verwandt mit dem Wort Delle) ist ein Tal in der Provinz Bamiyan. 
Es befindet sich zwischen  dem Ort Panjab persisch پنجاب und den Band-e-Amir-Seen. Das Tal ist nach dem Rostam (Schāhnāme) aus der iranischen Mythologie des Iranischen Hochlandes genannt worden.